# La Vajol
La Vajol est une commune d'Espagne dans la communauté autonome de Catalogne, province de Gérone, de la comarque d'Alt Empordà

## Géographie

### Localisation
La Vajol est une commune frontalière avec la France et limitrophe avec la commune de Maureillas-las-Illas. La frontière est délimitée depuis le Puig del Faig au Pla dels Estanys ainsi que les bornes et croix frontières no 555 à 558.

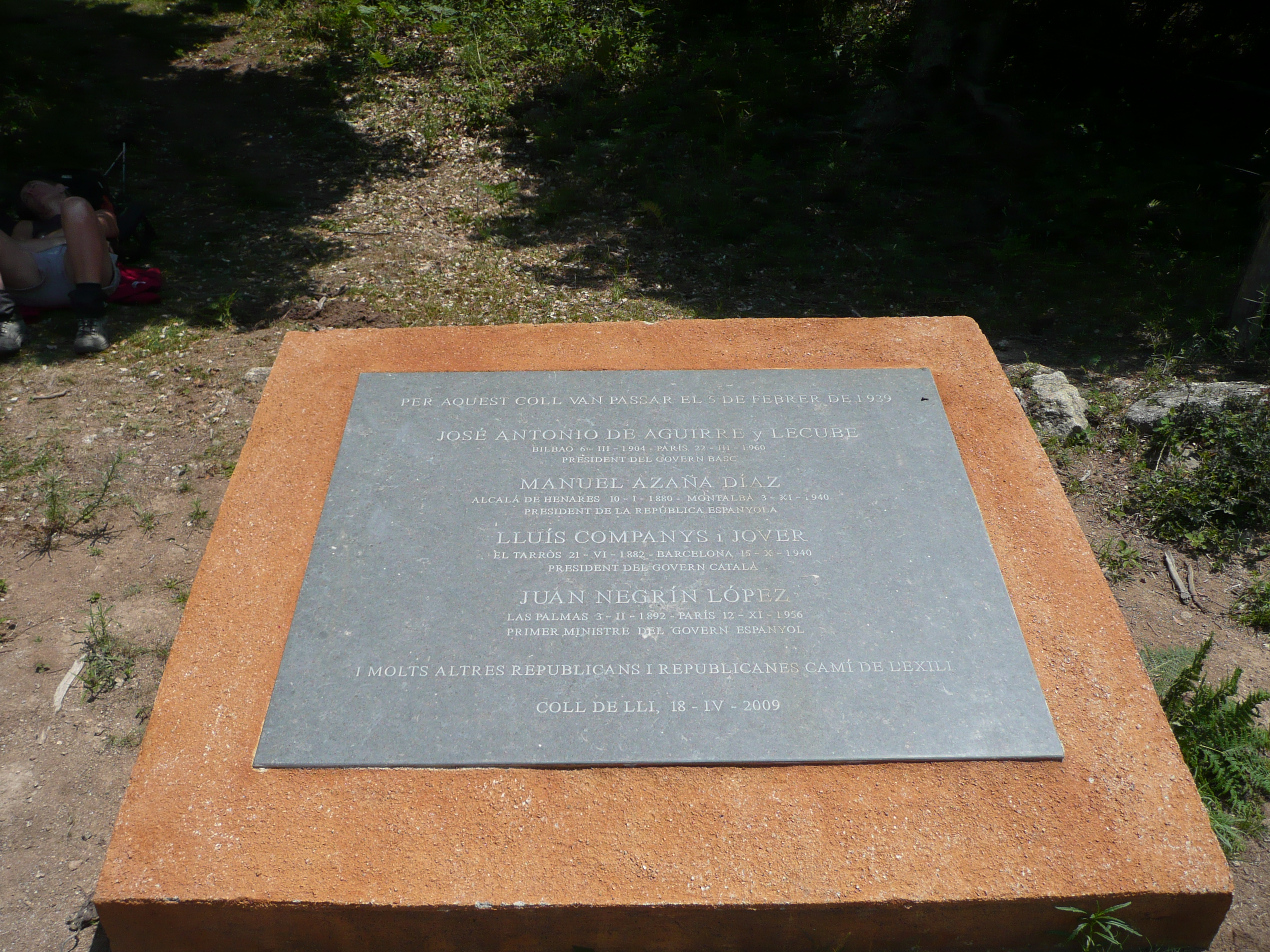
Plaque apposée au col de Lli le 18 avril 2009

### Communes limitrophes
|                     | Maureillas-las-Illas (France) |          |
| Maçanet de Cabrenys | La Vajol                      | Agullana |
|                     | Darnius                       |          |

## Histoire
La Vajol sert de lieu de passage pour les opposants au régime du général Franco, lors de la guerre civile espagnole. Des centaines de personnes choisissent cette commune pour partir en exil dont plusieurs personnalités importantes. Le 5 février 1939, Manuel Azaña, président de la République, Juan Negrín, chef du gouvernement ainsi que Diego Martínez Barrio, président des Cortes, empruntent le col de Lli, pour rejoindre la France. Quelques heures plus tard, Lluís Companys, président de la Généralité de Catalogne, José Antonio Aguirre, président du gouvernement autonome du Pays basque, et plusieurs proches de leurs gouvernements les rejoignent en exil. Un espace de mémoire situé à l'entrée du village évoque leur souvenir.
À l'écart du centre du village, un emplacement est dédié à l'exil avec deux statues représentant deux réfugiés, Mariano Gracia, originaire d'Aragon, accompagné de sa fille unijambiste Alícia arrivant à Prats-de-Mollo-la-Preste. Il reprend une photographie célèbre de Roger-Viollet publié dans l'hebdomadaire français L'Illustration.

## Politique et administration

### Liste des maires
| Période | Période  | Identité                   | Étiquette | Qualité |
| ------- | -------- | -------------------------- | --------- | ------- |
|         |          |                            |           |         |
| 2011    | En cours | Dolors Manzanera i Candela | ERC-AM    |         |

## Population et société

### Démographie
| 1717 | 1787 | 1857 | 1877 | 1887 | 1900 | 1910 | 1920 | 1930 |
| ---- | ---- | ---- | ---- | ---- | ---- | ---- | ---- | ---- |
| 130  | 102  | 318  | 263  | 219  | 245  | 232  | 194  | 154  |

| 1940 | 1950 | 1960 | 1970 | 1981 | 1990 | 1992 | 1994 | 1996 |
| ---- | ---- | ---- | ---- | ---- | ---- | ---- | ---- | ---- |
| 128  | 140  | 131  | 82   | 72   | 60   | 78   | 85   | 84   |

| 1998 | 2000 | 2002 | 2004 | 2006 | 2008 | 2009 | 2010 | - |
| ---- | ---- | ---- | ---- | ---- | ---- | ---- | ---- | - |
| 68   | 96   | 123  | 103  | 101  | 102  | 98   | 98   | - |

## Culture locale et patrimoine

### Lieux et monuments

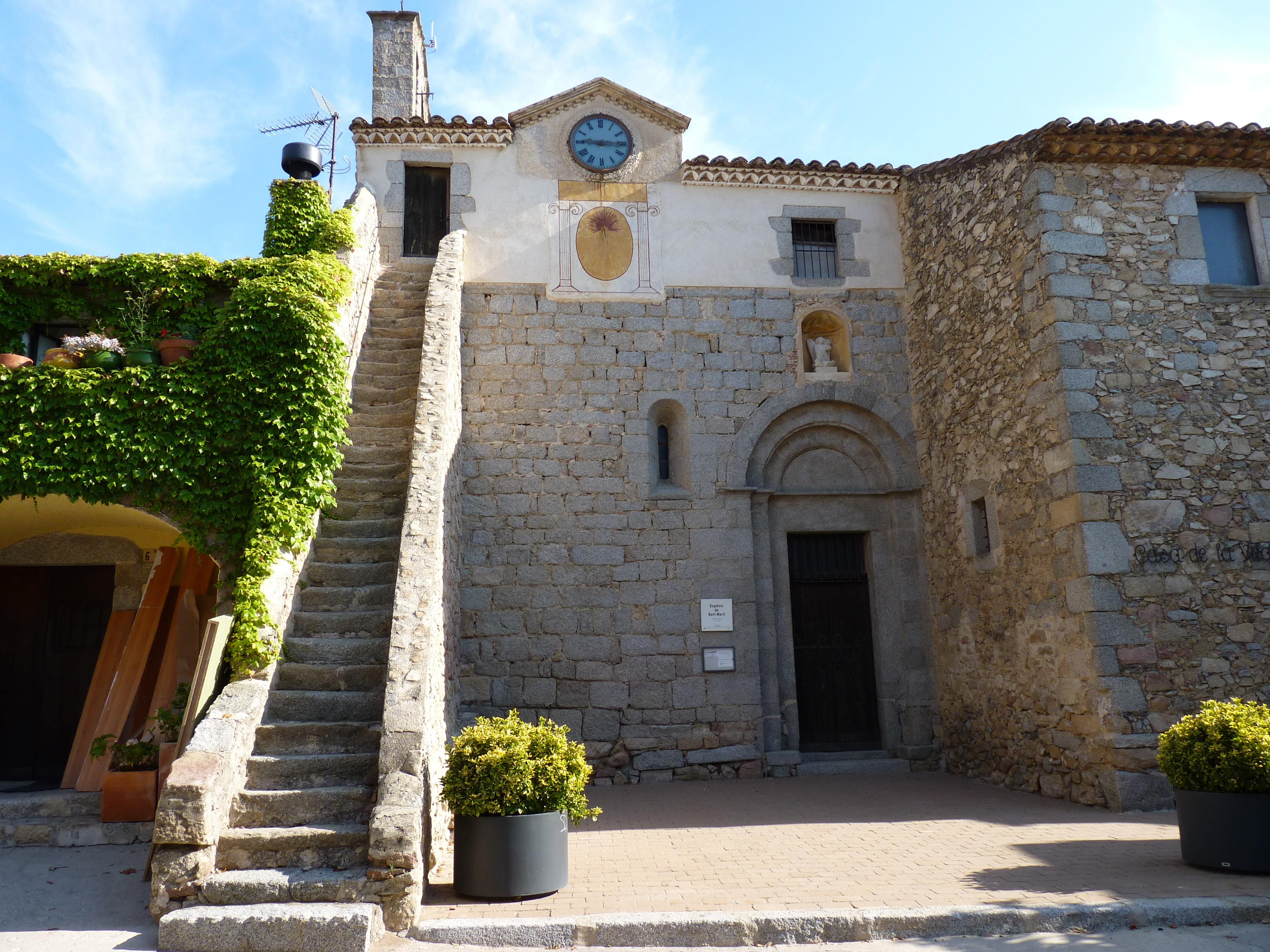
L'église Saint-Martin

- L'église Saint-Martin de La Vajol : église romane construite du XIIe siècle au XIIIe siècle[5] ;
- Le Monument de l'exil : sculpture en bronze rendant hommage aux républicains exilés de 1939[6] ;
- Can Barris, ferme ancienne et lieu de la dernière réunion officielle de la seconde République espagnole en 1939 ;
- Can Quera, autre ferme ancienne ;
- Dolmen del Pardal.

### Personnalités liées à la commune
- Miquel Capalleras i Albreda (1933-1992) : peintre né à La Vajol[7].